# Weleetka
La ville américaine de Weleetka est située dans le comté d'Okfuskee, dans l’État d’Oklahoma. Lors du recensement de 2010, elle comptait 998 habitants.

## Source
- (en) Cet article est partiellement ou en totalité issu de l’article de Wikipédia en anglais intitulé « Weleetka, Oklahoma » (voir la liste des auteurs).